# Ralf Gleser
Ralf Gleser (* 14. September 1964 in Saarbrücken) ist ein deutscher Prähistorischer Archäologe.

## Leben
Er studierte an der Universität des Saarlandes und an der Ruprecht-Karls-Universität Heidelberg Vor- und Frühgeschichte, klassische Archäologie und Geologie. Nach der Promotion 1992 in Saarbrücken und der Habilitation mit der venia legendi für Vor- und Frühgeschichte an der Philosophischen Fakultät I der Universität des Saarlandes 2003 ist er seit 2008 ordentlicher Universitätsprofessor für Ur- und Frühgeschichtliche Archäologie an der Universität Münster.
Seine Schwerpunkte sind kulturelle Entwicklung Alteuropas im Neolithikum und in der Kupferzeit, Ritualpraktiken in funerärer Kultur, Kelten und Romanisierung, ontologischer Status und kommunikatives Potenzial materialisierter Kultur und Wissenschaftstheorie der prähistorischen Archäologie.

## Schriften (Auswahl)
- Die Epi-Rössener Gruppen in Südwestdeutschland. Untersuchungen zur Chronologie, stilistischen Entwicklung und kulturellen Einordnung. Bonn 1995, ISBN 3-7749-2700-6.
- mit Johannes Schönwald: Die spätkeltisch-frührömischen Brandgräber von Wustweiler. Ein Zwischenbericht. Illingen 1999, ISBN 3-9804733-2-5.
- Studien zu sozialen Strukturen der historischen Kelten in Mitteleuropa aufgrund der Gräberanalyse. Die keltisch-römische Nekropole von Hoppstädten-Weiersbach im Kontext latènezeitlicher Fundgruppen und römischer Okkupation. Bonn 2005, ISBN 3-7749-3361-8.
- als Herausgeber mit Frauke Stein: Äußerer Anstoß und innerer Wandel. Festschrift für Rudolf Echt zum 65. Geburtstag. Rahden 2015, ISBN 3-89646-556-2.